# Somali (Ethnie)

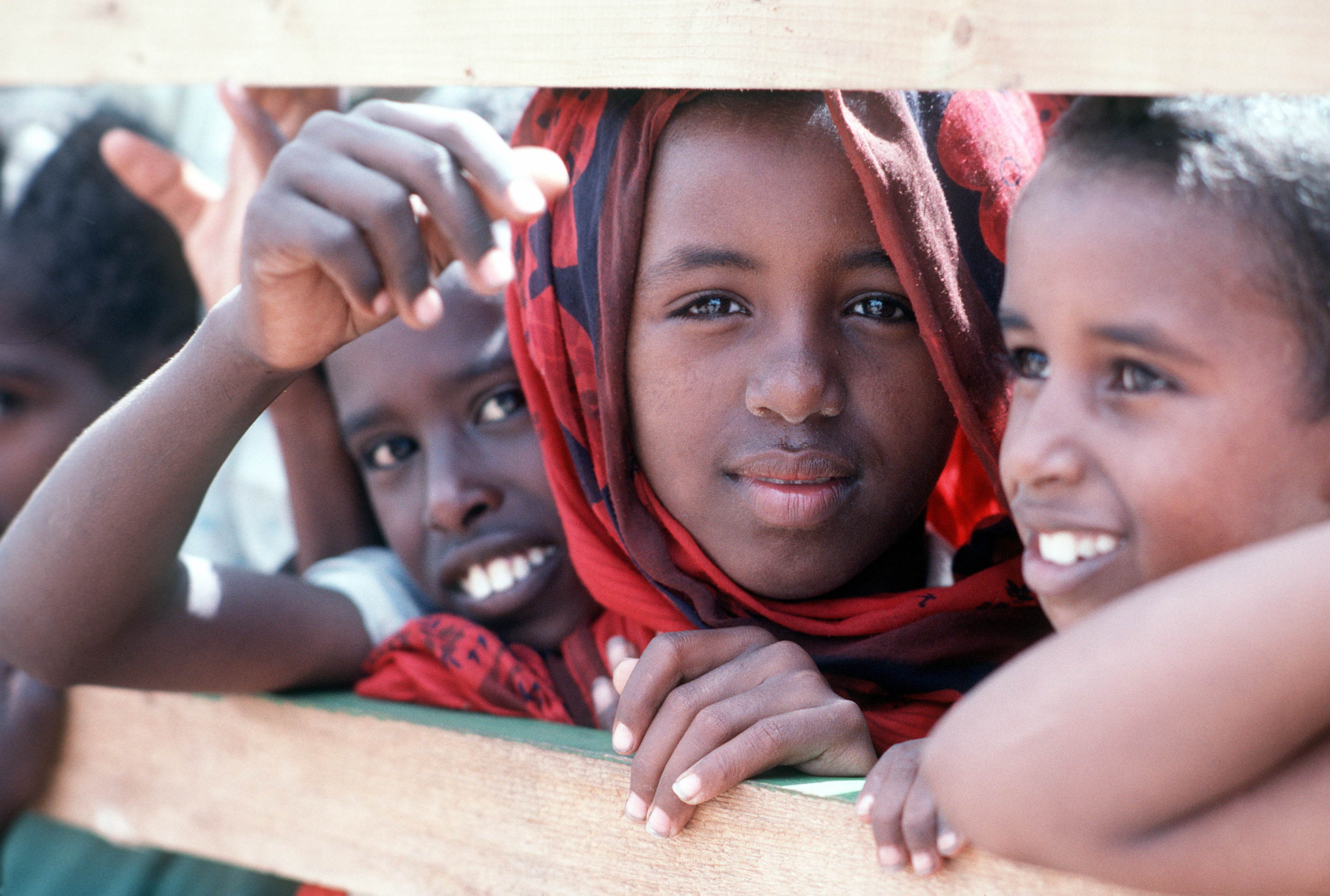
Somali-Kinder

Der Stern der Flagge Somalias symbolisiert die fünf Siedlungsgebiete der Somali: Italienisch-Somaliland und Britisch-Somaliland, die das heutige Somalia bilden, sowie die ehemalige Provinz Ogaden in Äthiopien, der nördliche Grenzdistrikt Kenias und Dschibuti.

Die Somali (Eigenbezeichnung Soomaali; mit eingedeutschtem Plural auch Somalis, Somalen oder unpräzise Somalier) sind eine Ethnie am Horn von Afrika, der Schätzungen zufolge mindestens 8 Millionen Menschen angehören.
Sie stellen die große Mehrheit der Bevölkerung in Somalia – das bis zu seinem politischen Zerfall im somalischen Bürgerkrieg als Nationalstaat der Somali galt – und leben daneben auch in angrenzenden Gebieten Kenias (Nordostregion), wo sie circa sechs Prozent der Bevölkerung ausmachen, Äthiopiens (Region Somali bzw. Ogaden) und Dschibutis. Außerhalb dieses angestammten Gebietes leben zahlreiche Somali als Auswanderer und Flüchtlinge in den Staaten der Arabischen Halbinsel, in Europa, Nordamerika und anderen Teilen der Welt.
Die Gesellschaft der Somali ist in Clans gegliedert, denen jeder Somali über seine väterliche Abstammungslinie angehört. Die Mehrheit der Somali lebt traditionell von mobiler Viehzucht. Gemeinsame Merkmale sind der sunnitische Islam und die Sprache Somali, die zum kuschitischen Sprachzweig innerhalb der afroasiatischen Sprachfamilie gehört.

## Bezeichnung
Die Eigenbezeichnung lautet im Plural Soomaali. Zur Etymologie gibt es verschiedene Theorien. Einer Annahme zufolge stammt Somali von soo maal – „geh und melke“ – als Einladung an Gäste zum Milchtrinken. Andere führen es auf ein kuschitisches Wort für „dunkel“ oder „schwarz“ zurück, was sich auf ihre Hautfarbe beziehen würde. Die Clans der Dir, Isaaq, Darod und Hawiya als „echte Somali“ führen sich auf einen gemeinsamen Stammvater Samaale zurück, der ebenfalls namensgebend gewesen sein könnte.

## Lebensweise, Gesellschaft und Kultur

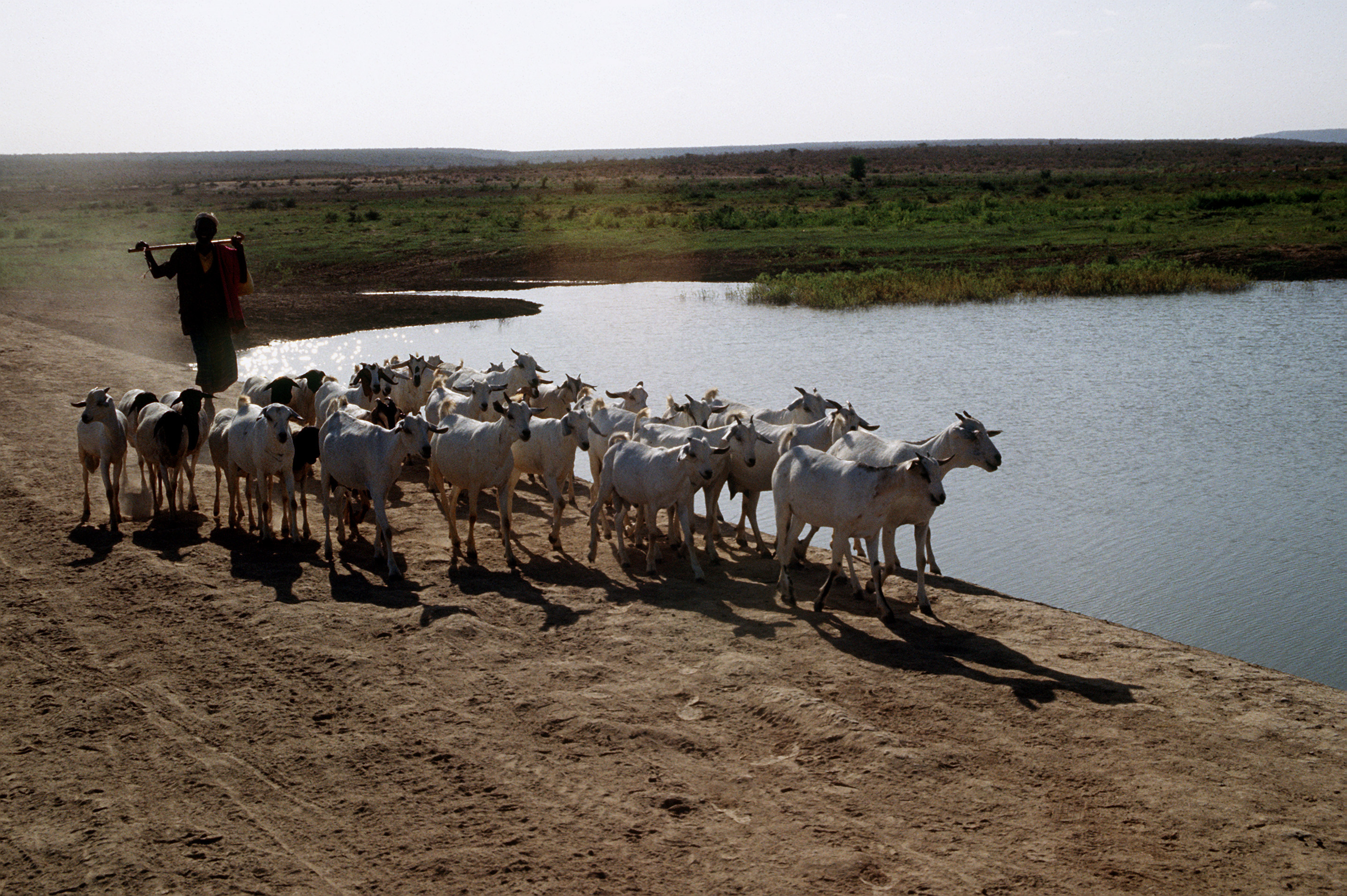
Ein Somali mit seiner Ziegenherde nahe Beledweyne (Belet Uen), Dezember 1993

Die meisten Somali sind traditionell Hirtennomaden, die mit ihren Tieren – hauptsächlich Kamelen, je nach Terrain und Region aber auch Schafen und Ziegen oder Rindern – durch die Tiefebenen am Horn von Afrika ziehen, auf der Suche nach Weidegründen und Wasserstellen für ihre Tiere. In Südwestsomalia betreiben die dortigen Somali-Clans der Rahanweyn (Reewin, Digil-Mirifle) Agropastoralismus, leben also als sesshafte Bauern sowohl von Ackerbau als auch von Viehhaltung. In der heutigen Zeit haben sich viele Somali in Städten und Dörfern niedergelassen, ein großer Teil lebt halbnomadisch von mobiler Tierhaltung. Der Anteil traditionell vollnomadisch lebender Hirten ist klein und wird immer geringer.
Die Somali sind zum größten Teil sunnitische Muslime der schafiitischen Rechtsschule. Sie waren unter den ersten Völkern in Afrika, welche den Islam annahmen. Bereits gegen Ende des 1. Jahrtausends waren Teile von ihnen konvertiert, hauptsächlich in den Handelsstädten an der Küste wie Zeila, Mogadischu, Berbera und den umliegenden Gebieten. Die durch missionierende Scheichs verschiedener Sufi-Orden im 19. Jahrhundert verbreiteten Glaubenschulen sind im Alltag präsent. Die älteste und größte dieser Bruderschaften ist die Qadiriyya, gefolgt von der Salihiyya im Norden und diversen kleineren Gruppen. Seit den 1970er Jahren gibt es vor allem in den Städten radikale wahhabitische Strömungen, die während des Bürgerkriegs ebenso wie die Religion insgesamt an Bedeutung gewonnen haben.
Somali-Frauen tragen oft eine Art Baumwollsari (Guntiino) und darüber ein Tuch (Garbasaar), welches ihr Haar bedeckt; Gesichtsschleier sind traditionell nicht üblich, werden jedoch seit den 1980er Jahren vor allem in Städten öfter getragen. Die Zirkumzision (Beschneidung) von Jungen ist ebenso üblich wie die weibliche Genitalverstümmelung, die meist in der besonders invasiven Form der Infibulation durchgeführt wird.
Die Somali messen der Poesie große Bedeutung zu. Die größten historischen Figuren der somalischen Geschichte waren Dichter, wie z. B. Mohammed Abdullah Hassan, der Ende des 19. Jahrhunderts mit seiner Derwisch-Bewegung gegen die Fremdherrschaft von Äthiopiern, Briten und Italienern kämpfte. Die Sprache der Somali wurde bis in das 20. Jahrhundert größtenteils mündlich überliefert, obschon seit Jahrhunderten das arabische Alphabet für sie Anwendung fand (Wadaad-Schrift). 1972 wurde das Somali offiziell mit dem lateinischen Alphabet verschriftet.

### Clansystem

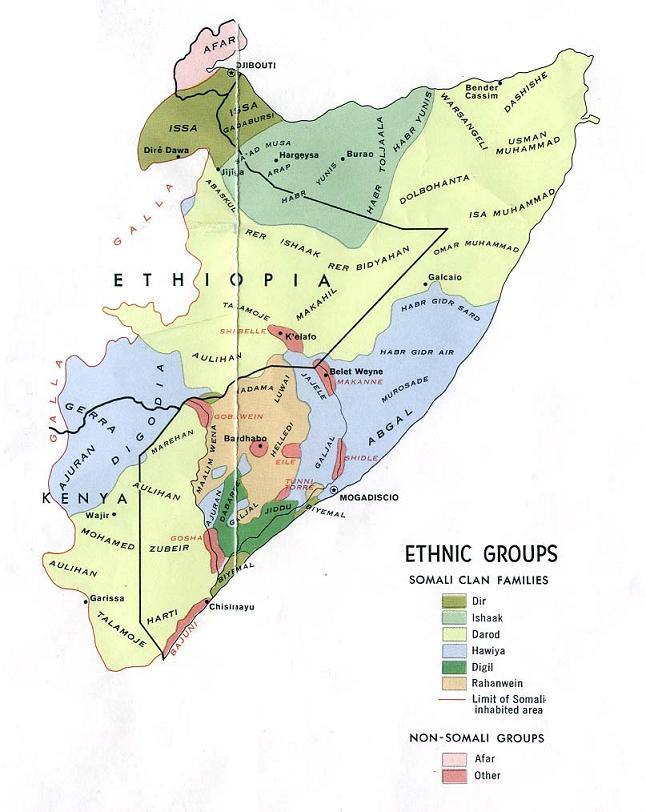
Karte des von Somali bewohnten Gebietes mit den verschiedenen Clans

Die somalische Gesellschaft beruht auf Stämmen oder Clans, denen jeder Somali über seine väterliche Abstammungslinie angehört. Die größten Einheiten sind die großen Clanfamilien (qaabiil) der Dir, Isaaq, Darod, Hawiya und Rahanweyn. Diese Clanfamilien sind weiter in Unterclans, Unter-Unterclans etc. untergliedert, bis hin zu den kleinsten Einheiten (reer), die das für Verbrechen fällige Blutgeld (diya) gemeinsam bezahlen bzw. erhalten. Die Somali sind somit eine segmentäre Gesellschaft.
Alle Clanfamilien führen sich mythologisch auf einen gemeinsamen Stammvater Hill zurück, der Nachfahre von Abu Talib, einem Onkel Mohammeds, gewesen sein soll. Hills Nachkomme Samaale gilt als Stammvater der Clans der Dir, Isaaq, Darod und Hawiya, während von Sab, einem anderen Nachkommen, die Rahanweyn abstammen sollen (die genauen Verwandtschaftsverhältnisse werden je nach Clan und Publikation unterschiedlich angegeben):
- Hill
  - Samaale
    - Dir
    - Isaaq
    - Darod
    - Hawiya

  - Sab
    - Rahanweyn

Zwischen den Samaal-Clans und den Rahanweyn bestehen sprachliche und kulturelle Unterschiede. So leben die Rahanweyn größtenteils nicht als Nomaden, sondern als sesshafte Bauern. Die von ihnen gesprochene Variante des Somali, das Af-Maay, unterscheidet sich vom Af-Maxaa oder Maha der übrigen Somali; so werden sie von diesen Rahanweyn genannt, ihre Eigenbezeichnung lautet jedoch Reewin. Zudem haben sie in größerem Ausmaß als andere Clans Angehörige anderer Clans sowie Nicht-Somali („Bantu“ und Oromo) in ihre Reihen aufgenommen. Als eigentliche Somali gelten allgemein die Samaal, wohingegen die Rahanweyn bisweilen als „unechte Somali“ betrachtet werden.

## Herkunft
Der Ursprung der Somali ist umstritten. Die Somali selbst führen sich in ihren mündlichen Überlieferungen auf Einwanderer von der Arabischen Halbinsel zurück, über die alle Somali letztlich patrilinear von arabischen Stämmen abstammen sollen. Von schwarzafrikanischen Völkern betrachten sie sich klar als unterschiedlich. Diese Sichtweise wurde vor allem in den 1950er Jahren auch von europäischen Forschern übernommen, die sich mit den Somali befassten, etwa von Ioan M. Lewis.
Die Sprachwissenschaft kommt hingegen zu dem Ergebnis, dass die Vorläufer der Somali aus dem südlichen äthiopischen Hochland kamen und von dort aus zusammen mit anderen sprachlich verwandten Gruppen in die Tiefebenen eingewandert sind (z. B. H. S. Lewis 1966, Turton 1975, Heine 1978). Demnach spiegeln die Überlieferungen der Somali die spätere kulturelle Beeinflussung und auch Vermischung mit Arabern vor allem in den Küstenstädten und insbesondere die Bedeutung des Islams für die Somali wider. Sie seien aber gerade wegen des offensichtlichen Interesses der Somali, eine arabische Abstammung für sich zu beanspruchen, nicht als historisch wahrheitsgemäß zu betrachten.
Womöglich entspricht der Agropastoralismus der Rahanweyn (Reewin) in Südwestsomalia eher der ursprünglichen Lebensweise der Vorläufer der Somali, von der später ein Teil zur reinen Viehhaltung und zum Nomadentum überging; frühere Annahmen gingen hingegen davon aus, die Rahanweyn seien als Nomaden aus dem Norden eingewandert und sesshaft geworden.
Der Begriff Somali erscheint erstmals schriftlich in einer Hymne aus dem 15. Jahrhundert, die die Siege des äthiopischen Kaisers Isaak (Yeshaq) über seine muslimischen Gegner dokumentiert. Bereits im 14. Jahrhundert erwähnt der Geograph Ibn Said einen Clan der Somali, indem er Merka als „Hauptstadt des Landes der Hawiya“ mit mehr als 50 Dörfern nennt.
Genetische Analysen weisen auf eine teilweise arabische/eurasische Abstammung hin, ihre Ergebnisse sind jedoch uneinheitlich bezüglich des Anteils dieser Abstammung und dem Grad der Verwandtschaft mit anderen Bewohnern Afrikas. So stehen männliche Somali gemäß einer Studie den – benachbarten und ebenfalls kuschitischsprachigen – Oromo am nächsten und weisen außerdem 15 % eurasische und 5 % subsahara-afrikanische Y-Chromosomen auf. Verschiedene Untersuchungen der mtDNA ergaben, dass die Somali innerhalb der afrikanischen Bevölkerung am nächsten zur eurasischen stehen oder aber in der Mitte zwischen der afrikanischen und eurasischen Bevölkerung positioniert sind. Weitere Untersuchungen an übrigen Chromosomen kamen zum Schluss, dass der Genpool in Somalia und Äthiopien zu 60 % afrikanisch und zu 40 % eurasisch sei.

## Politische Situation
Das von Somali bewohnte Gebiet war in der Geschichte nie politisch geeint, sondern stand bis zur Kolonialzeit unter der Herrschaft lokaler Clans und verschiedener Sultanate. Ab dem 19. Jahrhundert erfuhr die Region ihre bis heute nachwirkende koloniale Aufteilung, durch die die Somali gegenwärtig auf die Staaten Somalia, Kenia, Äthiopien und Dschibuti verteilt sind.
Es gab innerhalb der Somali-Bevölkerung Bestrebungen, diesen Teilungszustand aufzuheben und sämtliche Somali in einem Staat Groß-Somalia zu einen. So vereinigten sich Britisch-Somaliland und Italienisch-Somaliland 1960 zu Somalia, das als Nationalstaat für die Somali mit friedlichen und militärischen Mitteln versuchte, die außerhalb seines Staatsgebietes gelegenen Somali-Gebiete anzugliedern. Somali in Nordostkenia und Ostäthiopien versuchten erfolglos, den Anschluss dieser Gebiete an Somalia durchzusetzen. Heute sind viele Somali in diesen Gebieten infolge von Dürre und politischen Konflikten (die in der Somali-Region Äthiopiens bis heute andauern) auf Nahrungsmittelhilfe angewiesen. In Dschibuti setzten die Issa-Somali 1977 die Unabhängigkeit von Frankreich durch, nicht aber den Anschluss an Somalia. In der Politik Dschibutis dominieren sie bis heute gegenüber der Afar-Minderheit.
In Somalia selbst gibt es seit dem Sturz der Diktatur Siad Barres 1991 keine funktionierende Regierung mehr, sodass die Somali auf verschiedene Landesteile unter Kontrolle unterschiedlicher Clans und Kriegsparteien verteilt sind. Während Somaliland und Puntland im Norden Somalias relativ stabil sind und de facto unabhängige regionale Regierungen aufgebaut haben, dauert der Bürgerkrieg in Süd- und Zentralsomalia an. Diese politische Fragmentierung Somalias hat dazu geführt, dass großsomalische Bestrebungen seit den 1990er Jahren an Bedeutung verloren haben.

## Diaspora

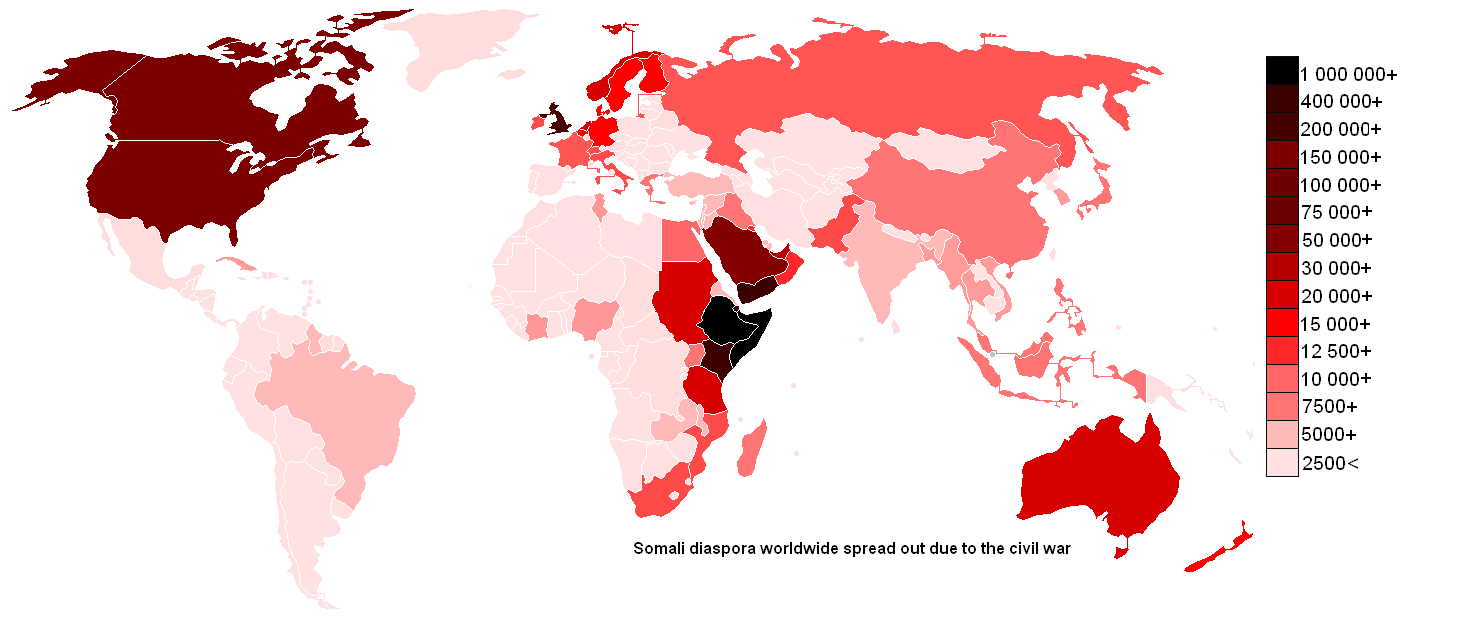
Karte der weltweiten Somali-Diaspora, 2006

Die Auswanderung von Somali in Gebiete außerhalb des Horns von Afrika hat eine lange Geschichte und führte Somali im Rahmen von Handelstätigkeiten, zur Ausbildung oder zwecks Arbeitssuche zunächst vor allem in die Staaten der Arabischen Halbinsel. Bereits zu Beginn des 20. Jahrhunderts gab es somalische Emigranten in Großbritannien, die in der Royal Navy und in der Handelsmarine beschäftigt waren. Ihre Zahl nahm während des Zweiten Weltkrieges und in den 1950er Jahren weiter zu. Andere gelangten bis nach Nordamerika. Der wachsende Wohlstand der arabischen Staaten durch Erdölexporte zog weitere Somali in diese Länder, die bis in die 1980er Jahre die größte Somali-Bevölkerung außerhalb des Horns von Afrika aufwiesen.
Die Auswanderung stieg deutlich an, als in den 1970er und 1980er Jahren zahlreiche Somali aus politischen und wirtschaftlichen Gründen Somalia unter Siad Barre verließen. Ihren Höhepunkt erreichte sie Ende der 1980er und während der 1990er Jahre, als viele Somali vor dem Bürgerkrieg in Somalia flohen und Asyl in Europa und Nordamerika suchten.
Heute leben Somali als Auswanderer und Flüchtlinge in arabischen Staaten, in Europa, Nordamerika und Australien wie auch in anderen Teilen Afrikas (insbesondere Südafrika). Ihre Zahl ist schwer festzustellen, wird aber allgemein auf über eine Million geschätzt. Sie haben durch ihre Geldüberweisungen große Bedeutung für die Wirtschaft Somalias, aber auch für die Politik.